# Quintus Trabea
Quintus Trabea est un poète comique latin actif aux IIIe et IIe siècles av. J.-C., connu comme auteur de fabulae palliatae.

## Histoire
Au cours de la première moitié du Ier siècle av. J.-C., l'érudit Volcatius Sedigitus rédigea une liste des principaux poètes comiques en plaçant Quintus Trabea à la huitième place devant Luscius Lanuvinus et Ennius.
| « Multos incertos certare hanc rem vidimus,palmam poetae comico cui deferant. Eum meo iudicio errorem dissolvam tibi, contra si quis sentiat, nihil sentiat. Caecilio palmam Statio do comico. Plautus secundus facile exsuperat ceteros. Dein Naevius, qui fervet, pretio in tertiost. Si erit, quod quarto detur, dabitur Licinio. Post insequi Licinium facio Atilium. In sexto consequetur hos Terentius, Turpilius septimum, Trabea octavum optinet, nono loco esse facile facio Luscium. Decimum addo causa antiquitatis Ennium. » | « Nous avons vu beaucoup, incertains, rivaliser sur ce problème : à quel poète comique attribuer la palme. Grâce à mon critique je vais t'éclairer sur cette incertitude, jusqu'au moment, si quelqu'un penserait différemment, j'arrête de le faire. J'attribue la palme au poète comique Caecilius Statius. Plaute, comme second, dépasse facilement les restants. Ensuite Naevius, qui brule, à la troisième place. S'il devait y avoir une quatrième place, je l'attribuerais à Licinius. Ensuite j'estime que Attilius suivrait Licinius. À la sixième Térence, Sextus Turpilius septième, Quintus Trabea le huitième, et j'estime que facilement à la neuvième place se placerait Luscius Lanuvinus. Au dixième j'ajoute par son ancienneté Ennius. » — Aulu-Gelle, Noctes Atticae, XV, 24. |

Bien qu'il s'agisse d'une opinion personnelle, il est probable que celle-ci soit partagée par les autres philologues contemporains.
Il est cité par les anciens grammairiens et Varron lui reconnaissait le mérité d'émouvoir.
Selon Sextus il excellait dans la comédie romaine dite Comedia Togata.
Son œuvre est pratiquement disparue et seuls sept vers nous sont rapportés par Cicéron:
| « Lena delinita argento nutum observabit meum, quid velim, quid studeam. Adveniens digito impelliam januaim, Fores patebunt. De improviso Chrysis ubi me aspexerit. Alacris abviam mihi veniet, complexum exoptans meum, Mihi se detet. Fortunam ipsam anteibo fortunis meis. » | « La vieille désormais,par l'or apprivoisée, attentive à mon geste y lira ma pensée, Je pousserai du doigt la porte, en arrivant la porte s'ouvrira ; Chrisis, m'apercevant, S'élancera vers moi ravie et transportée ; et brûlante d'amour, de désir tourmentée, Voudra de son vainqueur subir la douce loi... Oui le bonheur lui-même, est moins heureux que moi. » — Tuscul,L.4 chap. 3 |